# ドラマミステリーズ 〜カリスマ書店員が選ぶ珠玉の一冊〜
『ドラマミステリーズ ～カリスマ書店員が選ぶ珠玉の一冊～』は、2017年4月22日の21:00 - 23:10に、フジテレビの「土曜プレミアム」枠で放送された、単発のテレビドラマ。日本全国の書店のカリスマ店員によって選出された、「妻の女友達」、「私たちが星座を盗んだ理由」、「情けは人の…」の3篇の短編ミステリー小説を、オムニバス形式で、それぞれ大泉洋、土屋太鳳、向井理の主演、犬童一心の演出によりドラマ化した。番組ホームページにあるロゴ等では『ドラマ・ミステリーズ～カリスマ書店員が選んだ珠玉の一冊～』と表記されている。

## キャスト

### 「妻の女友達」
- 広中肇：大泉洋
- 多田志津子：高岡早紀
- 広中肇：戸田菜穂
- 神尾佑
- 村上新悟
- 山内健司
- 井上風宇子
- 富山真喜
- 岩田玲
- 有馬自由
- 木野山はるか
- 尚玄
- 久野知美

### 「恋煩い」
- 蔵元亜希：土屋太鳳
- 茅野透子：岸井ゆきの
- 植田駿：井之脇海
- 青山美郷
- 後藤剛範
- 成田偉心
- 岩崎泰次郎
- 上野純平
- 渡邊真帆
- 金久保茉由
- 宮島小百合
- 茜音
- 神崎れな

### 「情けは人の…」
- 北川健史：向井理
- 赤堀：小澤征悦
- 北川昌彦：大西利空
- 北川喜代：市毛良枝
- 陰山泰
- 遠藤留奈
- 荻野友里
- 黒瀬鷹来
- 篠田涼
- 木曽源
- 石川シン
- 鈴木健

## スタッフ
- 原作
  - 小池真理子著 「妻の女友達」集英社文庫
  - 北山猛邦著 「私たちが星座を盗んだ理由」講談社文庫
  - 今邑彩著 「盗まれて」中公文庫
- 脚本：松本哲也、ブラジリィー・アン・山田
- 編成企画：加藤達也
- プロデュース：藤原努
- 演出：犬童一心
- 制作：フジテレビ
- 制作著作：ホリプロ